# آرنولد دونالد
آرنولد دونالد، (به انگلیسی: Arnold Donald) (زاده ۱۹۵۵) کارآفرین، بازرگان و مدیر ارشد اجرایی آمریکایی است، که اکنون به‌عنوان مدیر عامل اجرایی ابرشرکت کارنیوال فعالیت می‌کند.